# Ordre royal norvégien du Mérite
L'ordre royal norvégien du Mérite (Den Kongelige Norske Fortjenstorden en norvégien) a été créé par le roi Olav V de Norvège en 1985. Il est le plus récent ordre nordique et est accordé aux étrangers, aux citoyens norvégiens vivant à l'étranger, aux diplomates du ministère des Affaires étrangères, aux fonctionnaires étrangers en Norvège, et aux consuls honoraires de Norvège pour « service exceptionnel dans l'intérêt de la Norvège ». Son homologue, l'ordre de Saint-Olaf, est généralement attribué à des citoyens norvégiens vivant en Norvège.

## Structure et insignes
Le monarque régnant, actuellement Harald V de Norvège, est le grand-maître de l'ordre, qui comporte cinq grades répartis en trois classes :
- grand-croix ;
- commandeur avec étoile ;
- commandeur ;
- chevalier de 1re classe ;
- chevalier.

L'ordre est caractérisé par un ruban bleu profond moiré. La grand-croix est portée sur une large ceinture qui pend au-dessus de l'épaule droite. La croix de commandeur est portée autour du cou sur le ruban de l'ordre. La croix de chevalier est portée sur le sein gauche suspendue à un ruban. Les femmes portent à la fois la croix de commandeur et de la croix de chevalier au-dessus du sein gauche sur un ruban de l'ordre qui a été façonné en boucle. Contrairement à l'ordre de Saint-Olav, les insignes de l'ordre royal norvégien du Mérite sont la propriété du bénéficiaire.

## Octroi
Les candidatures sont soumises par le département du protocole du ministère des Affaires étrangères. Le roi reçoit les demandes et confère l'ordre sur le conseil du directeur de la cour, du chef du protocole du ministère des Affaires étrangères, et du chef de la chancellerie de l'ordre de Saint-Olav.
Voici le nombre de personnes décorées de l'ordre depuis 2005 :
| Grade                    | 2005 | 2006 | 2007 | 2008 | 2009 | 2010 |
| ------------------------ | ---- | ---- | ---- | ---- | ---- | ---- |
| Grands-croix             | 7    | 12   | 29   | 19   | 4    | 10   |
| Commandeurs avec étoile  | 0    | 14   | 31   | 11   | 0    | 6    |
| Commandeurs              | 15   | 46   | 63   | 38   | 20   | 19   |
| Chevaliers de 1re classe | 20   | 48   | 80   | 50   | 35   | 30   |
| Chevaliers               | 0    | 5    | 40   | 9    | 1    | 2    |
| Total                    | 42   | 125  | 243  | 127  | 60   | 67   |